# Elecciones presidenciales de Corea del Sur de 1963
Las elecciones presidenciales de Corea del Sur de 1963 se realizaron el 15 de octubre. Fueron las primeras de la Tercera República, luego del golpe de Estado de 1961. El resultado fue una ajustada victoria para el hasta entonces Presidente de facto del país, Park Chung-hee, del Partido Democrático Republicano que obtuvo el 46.6% de los votos. La participación electoral fue del 85.0%.

## Antecedentes
El 16 de mayo de 1961, un golpe de Estado derrocó al gobierno democrático de la Segunda República, que había sido establecido tan solo un año atrás, con la Revolución de Abril, y que se enfrentaba a fuertes crisis económicas y sociales. El presidente constitucional Yun Bo-seon permaneció en el cargo hasta 1962, cuando el Consejo Supremo para la Reconstrucción Nacional (Junta Militar que había disuelto el parlamento) lo depuso. La Junta Militar se mantuvo en el poder por poco más de dos años, mientras redactaban una nueva constitución. Bajo la excusa de que el país necesitaba un liderazgo democrático pero fuerte, se decidió restaurar el sistema presidencial y la elección directa del jefe de Estado y gobierno.

## Resultados
Park obtuvo una sumamente estrecha victoria, ganándole a Yun por tan solo 156.026 votos (un 1.55% de diferencia), siendo la victoria más estrecha en una elección presidencial en la Historia de Corea del Sur. 

### General
|  | 46.65 % |

|  | 45.10 % |

|  | 4.05 % |

|  | 2.23 % |

|  | 1.97 % |

|  | 91.35 % |

|  | 8.65 % |

|  | 84.99 % |

|  | 15.01 % |

### Resultados por provincia
| Provincia o ciudad | Park Chung Hee | Park Chung Hee | Yun Bo-seon | Yun Bo-seon | Oh Jae-young | Oh Jae-young | Byun Young-tae | Byun Young-tae | Jang I-seok | Jang I-seok | Total     | Total |
| Provincia o ciudad | Votos          | %              | Votos       | %           | Votos        | %            | Votos          | %              | Votos       | %           | Total     | Total |
| ------------------ | -------------- | -------------- | ----------- | ----------- | ------------ | ------------ | -------------- | -------------- | ----------- | ----------- | --------- | ----- |
| Seúl               | 371,627        | (30.1%)        | 802,052     | (65.1%)     | 20,634       | (1.6%)       | 26,728         | (2.2%)         | 10,537      | (0.9%)      | 1,231,578 |       |
| Gyeonggi           | 384,764        | (33.1%)        | 661,984     | (56.9%)     | 54,770       | (4.7%)       | 34,775         | (3.0%)         | 27,554      | (2.4%)      | 1,163,847 |       |
| Gangwon            | 296,711        | (40.0%)        | 368,092     | (49.1%)     | 35,568       | (4.7%)       | 24,924         | (3.3%)         | 24,528      | (3.3%)      | 749,823   |       |
| Chungcheong        | 405,077        | (40.8%)        | 490,663     | (49.4%)     | 47,364       | (4.8%)       | 26,639         | (2.7%)         | 23,359      | (2.4%)      | 993,102   |       |
| Chungbuk           | 202,789        | (39.8%)        | 249,397     | (48.9%)     | 26,911       | (5.3%)       | 15,699         | (3.1%)         | 14,971      | (2.9%)      | 509,767   |       |
| Jeolla             | 765,712        | (57.2%)        | 480,800     | (35.9%)     | 51,714       | (3.9%)       | 17,312         | (1.3%)         | 22,604      | (1.7%)      | 1,338,142 |       |
| Jeonbuk            | 408,556        | (49.4%)        | 343,171     | (41.5%)     | 27,906       | (3.4%)       | 18,617         | (2.3%)         | 18,223      | (2.2%)      | 826,473   |       |
| Busan              | 242,779        | (48.2%)        | 239,038     | (47.5%)     | 11,214       | (2.2%)       | 7,106          | (1.4%)         | 3,419       | (0.7%)      | 503,601   |       |
| Gyeongnam          | 706,079        | (61.7%)        | 341,971     | (29.9%)     | 60,645       | (5.3%)       | 19,323         | (1.7%)         | 26,014      | (2.3%)      | 1,144,032 |       |
| Gyeongbuk          | 837,124        | (55.6%)        | 543,392     | (36.1%)     | 58,079       | (3.9%)       | 31,113         | (2.1%)         | 34,622      | (2.3%)      | 1,504,330 |       |
| Jeju               | 81,422         | (70.0%)        | 26,009      | (22.3%)     | 3,859        | (3.3%)       | 2,207          | (1.9%)         | 3,006       | (2.6%)      | 116,503   |       |